# Branchville (Alabama)
Branchville ist ein Ort im St. Clair County im US-amerikanischen Bundesstaat Alabama. Nach der Volkszählung aus dem Jahr 2000 hatte Branchville 825 Einwohner, nach einer Schätzung aus dem Jahr 2007 waren es 993 Einwohner. Die Gesamtfläche des Ortes beträgt 7,9 km². Der Ort wurde im Jahr 2007 als eigenständiger Ort aufgelöst und ist im Nachbarort Odenville übergegangen.

## Geographie
Branchville liegt im Nordosten Alabamas km Süden der Vereinigten Staaten. Es liegt etwa 18 Kilometer westlich des Coosa River, der später mit dem Tallapoosa River den Alabama River bildet und als Mobile River in den Mobile Bay und Golf von Mexiko mündet.
Nahegelegene Orte sind unter anderem Odenville (unmittelbar nordöstlich angrenzend), Moody (unmittelbar südwestlich angrenzend), Margaret (1 km westlich), Leeds (9 km südwestlich) und Birmingham (15 km südwestlich).

## Verkehr
Branchville wird von der Alabama State Route 25 durchzogen. Diese stellt etwa 10 Kilometer südwestlich einen Anschluss an den Interstate 20 her. Etwa 8 Kilometer nordwestlich verlaufen parallel der U.S. Highway 11 und der Interstate 59.
Etwa 18 Kilometer südöstlich befindet sich der St. Clair County Airport, 27 Kilometer südwestlich außerdem der Birmingham-Shuttlesworth International Airport.

## Demographie
Nach der Volkszählung 2000 hatte Branchville 825 Einwohner, die sich auf 319 Haushalte und 256 Familien verteilten. Die Bevölkerungsdichte betrug somit 104,1 Einwohner/km². 97,09 % der Bevölkerung waren weiß, 0,36 % afroamerikanisch. In 40,4 % der Haushalte lebten Kinder unter 18 Jahren. Das Durchschnittseinkommen betrug 40.438 Dollar, wobei 7,8 % der Bevölkerung unterhalb der Armutsgrenze lebten.
Bis 2007 stieg die Einwohnerzahl auf 993.